# Biłohorszcze
Biłohorszcze (ukr. Білогорща, Biłohorszcza) – dzielnica Lwowa w rejonie kolejowym. Dawna wieś włączona w 1984 w granice miasta, posiada niską zabudowę jednorodzinną. Jest położona na zachód od Lewandówki, obie dzielnice dzieli park leśny „Piąty Park”. Główna ulica również posiada nazwę Biłohorszcze.

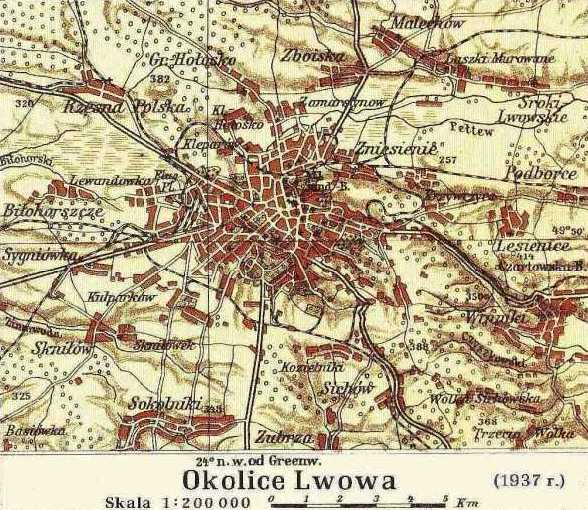
Okolice Lwowa, mapa topograficzna, 1937

Królewski dekret z 1356 roku wydany przez Kazimierza Wielkiego jako pierwszy wymieniał uroczysko Belohoszcz, nazwę tę wywodzono od „białych gości”, czyli ówczesnego określenia dominikanów. Dekret stanowił, że położony w pobliżu Biłhorszczy las o powierzchni siedemdziesięciu łanów staje się własnością miasta Lwów. W 1423 roku mieszczanin lwowski Sommerstein (od którego nazwiska pochodzi nazwa dzielnicy Lwowa – Zamarstynów) założył tu wieś Biłohorszcze, zobowiązując się jednocześnie do utrzymania lasu i uroczyska, kosztem 60 grzywien rocznie. Około 1463 roku w pobliżu folwarku zamieszkało siedem rodzin rusińskich tworząc osobną kolonię. Według spisu z 1611 roku osada liczyła łącznie 27 gospodarstw, mieszkańcy odpracowywali pańszczyznę na rzecz miasta. W 1636 roku podnieśli bunt i opuścili domostwa ukrywając się w lesie i na bagnach, magistrat wysłał za nimi uzbrojone straże, które zmusiły ich do posłuszeństwa i powrotu do gospodarstw.
Rozporządzeniem z 11 kwietnia 1930 gmina wiejska Biłohorszcze została w części włączona do miasta, a zmiany wprowadzono w życie z dniem 1 kwietnia 1931. W 1939 roku Biłhorszcze zamieszkiwało 820 osób, z których 95% stanowili Polacy. W latach 1943–1946 nacjonaliści ukraińscy z OUN-UPA zamordowali tutaj 16 Polaków. W ramach akcji wysiedleńczej po II wojnie światowej ludność polską wysiedlono na tereny położone w obecnych granicach Polski, na ich miejscu zamieszkali Ukraińcy wysiedleni z Podkarpacia.
W 1950 roku w Biłohorszczu w obławie NKWD zginął dowódca Ukraińskiej Powstańczej Armii – Roman Szuchewycz. Obecnie w Biłohorszczu znajduje się poświęcone Szuchewyczowi muzeum, a także pomnik z jego popiersiem odsłonięty i poświęcony 5 marca 2009 roku. W nocy z 31 grudnia na 1 stycznia 2024 muzeum zostało zniszczone w pożarze wywołanym przez szczątki spadającego drona typu Shahed 136/131.
W Biłohorszczu znajdują się dwie cerkwie: Narodzenia Bogurodzicy i św. Anny. Połączenie z centrum miasta zapewnia autobus linii 34.